# Дмитровск
Дмитровск (рус. Дмитровск) град је у Русији у Орелској области. Према попису становништва из 2018. у граду је живело 5105 становника.

## Географија

### Клима
Дмитровск је у подручју умерене континенталне климе (Кепенова класификација климе Dfb) с топлим, донекле влажним летима и умерено хладним зимама.

## Становништво
| 1939. | 1959. | 1970. | 1979. | 1989. | 2002. | 2010. | 2018. |
| ----- | ----- | ----- | ----- | ----- | ----- | ----- | ----- |
| 5.421 | 5.589 | 6.308 | 6.780 | 6.974 | 6.492 | 5.648 | 5.105 |